# 叢雲 (吹雪型駆逐艦)
叢雲（むらくも）は、大日本帝国海軍の吹雪型駆逐艦5番艦。叢雲の艦名は、帝国海軍の艦船として東雲型駆逐艦・叢雲に続いて2代目である。1929年（昭和4年）5月に竣工した。同型5-8番艦は艦名に雲がつき（叢雲、東雲、薄雲、白雲）、4隻は吹雪型駆逐艦の「雲級」とも呼ばれた。1942年（昭和17年）10月、サボ島沖海戦で沈没した重巡洋艦古鷹の乗員捜索後に米軍機の空襲を受けて大破し、雷撃処分された。

## 艦歴

### 建造から開戦まで
1927年（昭和2年）4月25日、藤永田造船所で起工された。翌26日、第39号駆逐艦の艦名が与えられた。1928年（昭和3年）8月1日、叢雲と改名され、9月27日に進水、1929年（昭和4年）5月10日に竣工した。同型6-8番艦の東雲、白雲、薄雲は前年7月に竣工しており、叢雲が第二艦隊第二水雷戦隊の第12駆逐隊に編入されて雲級4隻が揃った 。他の3隻は駆逐隊を転じた時期もあったが、叢雲は太平洋戦争開戦まで第12駆逐隊に所属した。
竣工2か月後の7月9日、第二水雷戦隊が豊後水道で演習中、午後10時頃に駆逐艦望月が叢雲の右舷に衝突した。叢雲乗員1名が死亡し、2名が負傷した。望月は駆逐艦三日月に、叢雲は白雲に曳航され、呉に帰投した。
1931年（昭和6年）12月1日、東雲が第20駆逐隊に編入し、第12駆逐隊は叢雲、薄雲、白雲となった。1934年（昭和9年）6月29日、演習中に駆逐艦の深雪と電が衝突した。叢雲と駆逐艦初雪が切断された深雪の艦首部分の曳航を試みたが濃霧で見失い、翌日も捜索したが発見できなかった。
1935年（昭和10年）4月、満州国皇帝の溥儀が戦艦比叡を御召艦として来日することになり、第12駆逐隊が比叡の供奉艦に指定された。第12駆逐隊は比叡を護衛して日本と中国大陸を往復した。9月26日、叢雲は三陸沖で演習中、台風により多数の艦が損傷する第四艦隊事件に遭遇し、甲板などが損傷した。10月10日から呉海軍工廠に入渠した。
1936年（昭和11年）12月1日、東雲が第12駆逐隊に戻って再び4隻体制になった。第12駆逐隊は1937年（昭和12年）12月1日に第二水雷戦隊、1938年（昭和13年）12月15日に第二航空戦隊、1940年（昭和15年）5月1日に第一艦隊・第三水雷戦隊に編入された。7月以降は第二遣支艦隊に編入され、日中戦争にともなう華中での沿岸作戦、北部仏印進駐作戦などに参加した。莆田市の興化湾・南日水道で海上封鎖の任務中、薄雲が日本軍機雷に触雷して大破し、叢雲は薄雲を台湾まで曳航した。薄雲は10月15日に第12駆逐隊から除かれ、12駆は3隻となった。興化湾に停泊中の叢雲には海賊が度々訪問し、中杉清治艦長や士官が海賊の根拠地を視察するなどの交流があったという。11月3日、叢雲は呉に戻った。
1941年（昭和16年）4月下旬から8月上旬まで、内海西部で訓練を実施。8月13日から第12駆逐隊3隻は佐世保海軍工廠で修理と整備を行った。9月12日、叢雲と東雲が次年度に第12駆逐隊として空母 蒼龍、飛龍と第二航空戦隊を編制する内示があったが、太平洋戦争の開戦で実現しなかった。9月26日、佐世保を出発して瀬戸内海に移動し、訓練に従事した。11月20日、第12駆逐隊の叢雲、東雲、白雲はマレー作戦に参加するため桂島沖を出発した。

### 太平洋戦争
太平洋戦争開戦時に第12駆逐隊は第三水雷戦隊に所属しており、小沢治三郎中将（南遣艦隊司令長官）指揮下でマレー作戦に従事した。12月17日、ボルネオ島攻略作戦に従事していた東雲がセリア附近でオランダ軍飛行艇に空襲され沈没した。叢雲は捜索を行うが乗員は全員戦死し、沈没の痕跡しか確認できなかったという。第12駆逐隊は叢雲、白雲の2隻となった。南方作戦が一段落した後、軽巡由良や第五水雷戦隊と共に蘭印作戦に参加した。
3月1日のバタビア沖海戦で、第12駆逐隊は第五水雷戦隊や重巡三隈、重巡最上、第11駆逐隊（初雪、白雪、吹雪）、駆逐艦敷波等と共同し、連合軍艦隊の重巡ヒューストンと軽巡パースを共同で撃沈した。東日出夫艦長は軍装を整え、軍刀を持って艦橋に立ち指揮を執ったという。両艦撃沈後の午前3時30分、第12駆逐隊はソワートウェー島西方約5カイリでオランダ海軍駆逐艦エヴェルツェン（エヴェルトセン）を発見、砲撃した。エヴェルツェンは煙幕を張り逃走したがセブク島で座礁、放棄された。朝、エヴェルツェンを発見した叢雲は装載艇を派遣して無人の艦内を調査し、ビールやジャガイモを見つけて食卓に供したという。調査隊が離艦直後、エヴェルツェンは爆発して失われた。
3月10日、白雲は第20駆逐隊に編入、叢雲は第三水雷戦隊の第11駆逐隊（初雪、白雪、吹雪）に編入された。6月上旬のミッドウェー海戦で、第三水雷戦隊は戦艦大和などの主力部隊に随行したが、叢雲が交戦する機会はなかった。
7月15日、第11駆逐隊司令に杉野修一大佐が就いた。同月中旬、インド洋方面通商破壊作戦「B作戦」が発動され、第三水雷戦隊など参加艦艇が マレー半島西岸メルギーに招集された。空母の援護もなく、商船拿捕を目的とした作戦に水雷戦隊の士気は下がったという。8月8日、アメリカ軍がガダルカナル島に上陸したため作戦の中止が決定した。
8月19日、「叢雲」は横須賀鎮守府第三特別陸戦隊の乗る「第二東亞丸」を護衛してアンボンより出発した。
8月24日、第三水雷戦隊は第八艦隊（司令長官三川軍一中将）・外南洋部隊に編入された。25日、叢雲など第11駆逐隊はラバウルに到着した。

### ガダルカナル島の戦い
8月24-25日の第二次ソロモン海戦でガダルカナル島への輸送船団が撃退された日本軍は、高速の駆逐艦で物資の輸送を行う通称鼠輸送を余儀なくされた。8月28日14時、叢雲と駆逐艦 嵐、駆逐艦弥生と哨戒艇3隻は呉鎮守府第三特別陸戦隊（海軍陸戦隊）約770名を輸送するためラバウルを出撃した。軽巡天龍、第17駆逐隊の浦風、谷風が護衛し、29日18時にパプアニューギニアのミルン湾ラビ東方で揚陸に成功した。30日、叢雲と浦風、谷風は順次ラビを発ち、それぞれショートランド泊地へ向かった。
9月1日、叢雲と駆逐艦夕立は陸軍川口支隊の舟艇ガ島揚陸作戦（蟻輸送）を支援するため、輸送船2隻（佐渡丸、浅香山丸）を護衛してショートランド泊地を出撃し、途中まで同行した。この大発動艇による輸送作戦は、波浪とアメリカ軍機の襲撃により大損害を出した。
9月4日午前3時30分、夕立隊（夕立、初雪、叢雲）と浦波隊（浦波、敷波、有明）の駆逐艦6隻はショートランド泊地を出撃、同日8時54分には第三水雷戦隊の軽巡川内、駆逐艦涼風、駆逐艦江風、駆逐艦海風がショートランド泊地を出撃、それぞれガ島へ輸送作戦を実施した。作戦と並行して夕立隊はルンガ泊地に突入して飛行場を砲撃、さらに駆逐艦（高速輸送艦）グレゴリーとリトルを撃沈した。
9月7日、涼風、江風、海風、叢雲、初雪はガ島への輸送を実施した。ガ島第十三設営隊長岡村徳長少佐は叢雲に陸軍舟艇機動隊の窮状を伝え、報告を受けた第八艦隊が対応に追われた。
9月10日夜、叢雲、浦波、敷波は遭難した陸軍川口支隊の舟艇を収容するためショートランド泊地を出撃してサボ島〜ガ島方面を捜索、叢雲は収容した陸兵を11日夜にガ島カミンボへ揚陸した。
9月13日、江風、海風、浦波、叢雲、夕立はガ島へ突入するが敵艦隊は発見できず、対地砲撃を実施した。
9月14日深夜、川内と嵐、江風、海風、浦波、敷波、白雪、叢雲はガ島輸送のためショートランド泊地を出撃し、川内と嵐を除く駆逐艦6隻で揚陸を行った。
9月18日、嵐、海風、江風、涼風がガ島輸送を実施し、川内と駆逐艦浜風、浦波、白雪、叢雲はガ島砲撃をおこなった。同時期に行われた日本陸軍のガ島総攻撃は失敗し、日本軍は高速輸送船団による大規模な輸送とヘンダーソン基地艦砲射撃を計画した。
10月1日、初雪、白雪、叢雲、吹雪でガ島輸送作戦を実施するが、空襲回避中に初雪が舵故障を起こしたため、残る3隻で陸軍青葉支隊司令部80名、糧食等のガ島輸送を実施した。
10月4日、時雨、吹雪、白雪、叢雲、駆逐艦綾波はガ島輸送を実施した。
10月7日朝、水上機母艦日進と駆逐艦6隻（秋月、時雨、吹雪、白雪、叢雲、綾波）はショートランド泊地を出撃したが、天候不良で零式艦上戦闘機の直衛ができず、日進と秋月は帰投し叢雲など5隻でガ島輸送を実施した。

### 沈没
10月上旬、ガダルカナル島で苦戦する日本陸軍第17軍司令官百武晴吉中将は、「兵員の増援より食糧弾薬こそ必要」と各方面に要請した。そのため車輌・重火器を搭載可能な日進と水上機母艦千歳を輸送作戦に投入し、護衛に叢雲、秋月、綾波、朝雲、夏雲、白雪の計6隻の駆逐艦が指定された。10月11日朝、叢雲など8隻はショートランド泊地を出撃し、ガダルカナル島へ向かった。援護の零式艦上戦闘機のうち6機が日没まで直衛し予定通り海上に着水したが、2名が死亡した。揚陸作戦は成功した。
輸送作戦と並行してヘンダーソン基地艦砲射撃が計画されたが、11日夜のサボ島沖海戦で吹雪と古鷹が沈没した。報告を受けた三川司令長官は、『第六戦隊及駆逐隊は速に突撃　敵を攻撃撃滅すると共に日進、千歳を収容すべし』と指示し、ショートランド泊地の川内など第三水雷戦隊にも日進隊の支援を命じた。日進は10月12日未明、第9駆逐隊の朝雲と夏雲には重巡衣笠と合同して敵艦隊の攻撃を指令し、叢雲と白雪には古鷹乗員の救援を命じた。
白雪と叢雲は現場に向かったが古鷹や乗員を発見できず、敵の大型艦を認めて雷撃したが命中しなかった。2隻はヘンダーソン飛行場の空襲圏内から離脱を試みたが夜明けと共にアメリカ軍機の空襲を受け、叢雲は艦尾に被弾してスクリューを喪失し、続いて一番砲塔・魚雷発射管への直撃弾等で上部構造物を破壊され、戦闘不能となった。初雪が救援に到着し、東日出夫艦長と本多敏治水雷長以外の乗組員を収容して退避した。朝雲と夏雲が到着したが、夏雲は空襲を受けて沈没し、朝雲が乗組員を救助して避退した。
12日午前7時頃に第三水雷戦隊が日進に合流して護衛し、川内と第19駆逐隊の秋月、綾波が正午頃、叢雲の救援に向かった。16時40分に朝雲、白雪と合流して両艦が叢雲を曳航することになり、日没後に炎上する叢雲を発見した。叢雲に第11駆逐隊司令の杉野が改めて総員退去を命令したが、東は退艦しなかった。白雪の菅原六郎艦長が説得に赴き、東を連れ帰った。東は杉野の手を握りしめて泣きながら謝罪していたという。白雪、朝雲は炎上し艦尾が切断された叢雲の曳航を断念し、白雪が雷撃で処分した。米軍が記録した沈没地点南緯08度40分 東経159度20分 / 南緯8.667度 東経159.333度。11月15日、叢雲は除籍された 。一命を保った東はその後、駆逐艦親潮、駆逐艦花月艦長を歴任し、終戦後は駆逐艦雪風の艦長等で復員業務で活躍した。

## 歴代艦長
※『艦長たちの軍艦史』267-268頁による。

### 艤装員長
- 柳原信男 中佐：1928年10月20日[104] - 1929年5月10日[105]

### 艦長
- 柳原信男 中佐：1929年5月10日[105] - 1929年11月30日[106]
- 横山茂 少佐：1929年11月30日[106] - 1930年12月1日[107]
- 佐藤慶蔵 中佐：1930年12月1日[107] - 1931年10月31日[108]
- 武田喜代吾 中佐：1931年10月31日[108] - 1932年12月1日[109]
- 秋山輝男 中佐：1932年12月1日[109] - 1935年11月15日[110]
- 村山清六 中佐：1935年11月15日[110] - 1936年12月1日[111]
- 山本岩多 少佐：1936年12月1日[111] - 1938年12月15日[112]
- 古閑孫太郎 少佐：1938年12月15日[112] - 1939年12月1日[113]
- 中杉清治 少佐：1939年12月1日[113] - 1941年4月10日[114]
- 東日出夫 少佐：1941年4月10日[114] - 1942年11月15日[115]